# Krasnoperekopsk
Krasnoperekopsk is een stad en stadsrayon in het noorden van de Krim op het zuidelijke deel van de landengte van Perekop. De M17 is de belangrijkste doorgaande weg en takt er af met de M25. De plaats werd in 1932 gesticht bij een broomfabriek en werd in 1966 opgewaardeerd tot stad. 